# Mario Roberto Cassari
Mario Roberto Cassari (ur. 27 sierpnia 1943 w Ghilarza, zm. 19 sierpnia 2017 w Oristano) – włoski duchowny katolicki, arcybiskup, nuncjusz apostolski.

## Życiorys
27 grudnia 1969 otrzymał święcenia kapłańskie i został inkardynowany do diecezji Tempio-Ampurias. W 1974 rozpoczął przygotowanie do służby dyplomatycznej na Papieskiej Akademii Kościelnej.
3 sierpnia 1999 został mianowany przez Jana Pawła II nuncjuszem apostolskim w Kongu i Gabonie oraz arcybiskupem tytularnym Truentum. Sakry biskupiej 16 października 1999 udzielił mu kardynał Angelo Sodano. 
Następnie w 2004 został przedstawicielem Watykanu na Wybrzeżu Kości Słoniowej. W latach 2004–2007 był równocześnie akredytowanym w Burkina Faso i Nigrze.
14 lutego 2008 został przeniesiony do nuncjatury w Chorwacji.
10 marca 2012 został nominowanym nuncjuszem w Republice Południowej Afryki, będąc równocześnie akredytowanym w Botswanie, Namibii i Suazi, a od 17 marca 2012 także w Lesotho.
Od 22 maja 2015 był nuncjuszem apostolskim na Malcie. W grudniu 2016 przeszedł na emeryturę.
Zmarł 19 sierpnia 2017.